# Juncus secundus
Juncus secundus là một loài thực vật có hoa trong họ Juncaceae. Loài này được P.Beauv. ex Poir. mô tả khoa học đầu tiên năm 1813.